# مانولو سولو
مانولو سولو (اسپانیایی: Manolo Solo‎؛ زادهٔ ۱۹۶۴) بازیگر اهل اسپانیا است.
وی زادهٔ شهر آلخسیراس است و پس از ۶ سالگی به همراه خانواده‌اش به شهر سویل نقل مکان کرد. وی دانش‌آموختهٔ رشتهٔ علوم آموزشی از دانشگاه سویل است و هنر بازیگری را در «مؤسسهٔ تئاتر» در این شهر آموخت.
از فیلم‌ها یا برنامه‌های تلویزیونی که وی در آن نقش داشته‌است، می‌توان به گل‌های وحشی، چندی بعد، کنسول سدوم، انگیزه‌های شخصی، کنش، ۳۰ سکه، هزارتوی پن، ۱۳ گل رز، بیوتیفول، سلول ۲۱۱، چه کسی بامبی را کشت؟، لجن‌زار، آدم‌خواری، خشم مردی صبور، نگهبان نامرئی، الیسا و مارسلا، کشتار توأمان: خاموشی شهر سپید، این به نفع خود شماست، رقابت رسمی و رئیس خوب اشاره کرد.